# Meursanges
Meursanges är en kommun i departementet Côte-d'Or i regionen Bourgogne-Franche-Comté i östra Frankrike. Kommunen ligger i kantonen Beaune-Sud som tillhör arrondissementet Beaune. År 2022 hade Meursanges 591 invånare.

## Befolkningsutveckling
Antalet invånare i kommunen Meursanges
Referens:INSEE